# تصنيف التزلج على الجليد البارالمبي

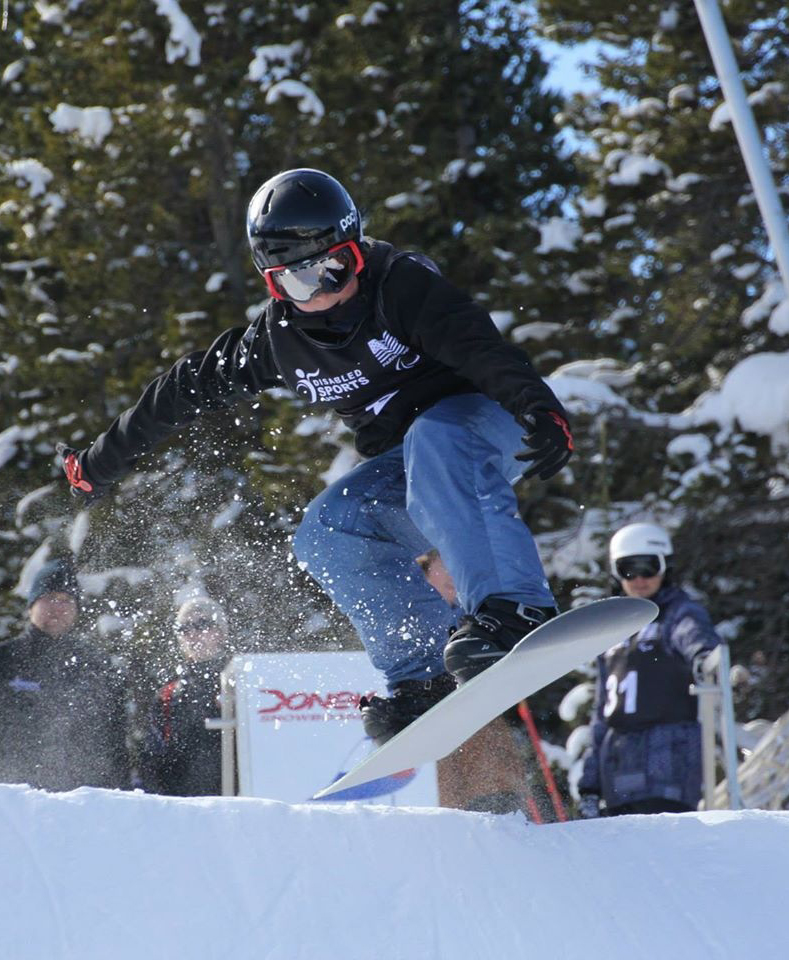
المتزلج الأسترالي البارالمبي بن تودوب. في سن الرابعة عشرة، كان أصغر متنافس في دورة الألعاب البارالمبية الشتوية لعام 2014 من أي بلد.

تصنيف رياضة التزلج على الجليد البارالمبي هو النظام المعتمد لتصنيف الرياضيين في هذه الرياضة. كانت تعرف في البداية بـ "التزلج على الجليد التكيفي"، وهي الآن تُمارس من قبل مئات الرياضيين حول العالم. تحدد اللجنة البارالمبية الدولية ثلاثة تصنيفات رئيسية:
SB-LL للرياضيين الذين يعانون من إعاقة جسدية تؤثر على إحدى الساقين أو كليهما (مع فئات SB-LL1 وSB-LL2 للإعاقة الأكثر والأقل حدة)، وSB-UL للرياضيين الذين يعانون من إعاقة جسدية تؤثر على إحدى الذراعين أو كليهما ويتنافسون في وضعية الوقوف. ظهرت هذه الرياضة لأول مرة بشكل رسمي في دورة الألعاب البارالمبية الشتوية 2014 في سوتشي، روسيا.

## الأهلية
توجد تصنيفات للمتنافسين من الصم، والمكفوفين، والأشخاص ذوي الإعاقات الجسدية والفكرية. تتضمن قواعد الأهلية التي وضعتها اللجنة البارالمبية الدولية الرياضيين الذين يعانون من إعاقات جسدية مثل فقدان الأطراف أو نقص الأطراف أو إصابة الحبل الشوكي أو تلف الأعصاب أو الشلل الدماغي. اعتبارًا من عام 2018، أصبح الرياضيون الذين يعانون من إعاقات أخرى، مثل ضعف البصر، غير مؤهلين. حددت اللجنة البارالمبية الدولية فئتين للمنافسة في عام 2014:
- SB-LL مخصص للرياضيين الذين يعانون من إعاقة جسدية تؤثر على إحدى الساقين أو كليهما. يمكن للرياضيين استخدام أطراف اصطناعية أو معدات معدلة للتنافس.
- SB-UL مخصص للرياضيين الذين يعانون من إعاقة جسدية تؤثر على أحد الذراعين أو كليهما ويتنافسون في وضعية الوقوف.[4]

بالنسبة لدورة الألعاب البارالمبية الشتوية 2018 في بيونج تشانج، كوريا الجنوبية، قامت اللجنة البارالمبية الدولية بتقسيم فئة SB-LL إلى قسمين:
- SB-LL1 مخصص للرياضيين الذين يعانون من ضعف كبير في ساق واحدة، مثل البتر فوق الركبة أو "ضعف مشترك كبير في ساقين"، مما يؤثر على توازنهم، وقدرتهم على التحكم في اللوحة، والقدرة على التنقل على التضاريس غير المستوية.[5]
- SB-LL2 مخصص للرياضيين الذين يعانون من ضعف في إحدى الساقين أو كلتيهما "مع تقييد أقل للنشاط"، مثل البتر من أسفل الركبة.[5]
- SB-UL مخصص للرياضيين الذين يعانون من ضعف في الأطراف العلوية مما يؤثر على التوازن. لم تكن هناك أحداث للرياضيات في فئة SB-UL في ألعاب 2018.[6]

لدى الاتحاد العالمي للتزلج على الجليد نظام تصنيف أكثر تفصيلاً، مع فئات من SB1 إلى SB12 لمتزلجي الجليد ذوي الإعاقات في الأطراف:
- SB1 مخصص للرياضيين ذوي الإعاقات الشديدة في كلا الطرفين السفليين.
- SB2 مخصص للرياضيين ذوي الإعاقات الشديدة في أحد الأطراف السفلية.
- SB3 مخصص للرياضيين ذوي الإعاقات المتوسطة في كلا الطرفين السفليين.
- SB4 مخصص للرياضيين ذوي الإعاقات المتوسطة في أحد الأطراف السفلية.
- SB5 مخصص للرياضيين ذوي الإعاقة في كلا الطرفين العلويين.
- SB6 مخصص للرياضيين ذوي الإعاقة في أحد الأطراف العلوية.
- SB9 مخصص للرياضيين ذوي الإعاقة في أحد الأطراف العلوية والسفلية.
- دورة SB10 للجلوس للرياضيين ذوي الإعاقة في كل من الأطراف السفلية والجذع.
- دورة SB11 للجلوس للرياضيين ذوي الإعاقة في كل من الأطراف السفلية ووظيفة الجذع الجزئية.
- دورة SB12 للجلوس للرياضيين ذوي الإعاقة في الأطراف السفلية ووظيفة الجذع الجيدة.

يحدد الاتحاد الدولي لرياضات المكفوفين ثلاث فئات للإعاقة البصرية هي B1 وB2 وB3، وهي مشابهة للفئات التي يعتمدها الاتحاد الدولي للرياضات للمكفوفين (IBSA) في الرياضات الأخرى الخاصة بالرياضيين ضعاف البصر.

## الحوكمة
أقيمت أول مسابقة رسمية لهذه الرياضة، التي تُعرف على نطاق واسع باسم التزلج على الجليد التكيفي، في بطولة USASA الوطنية لعام 2000 في وادي واترفيل بولاية نيو هامبشاير في الولايات المتحدة الأمريكية. حكمت USASA مسابقات التزلج على الجليد التكيفية في أمريكا الشمالية حتى عام 2008، وبعد ذلك بدأ الاتحاد العالمي للتزلج على الجليد في الإشراف على الحوكمة الدولية اعتبارًا من عام 2009. تُمارس هذه الرياضة الآن من قبل مئات الرياضيين في جميع أنحاء العالم وتديرها اللجنة البارالمبية الدولية. في تموز/يوليو 2009، وقعت اللجنة البارالمبية الدولية والاتحاد العالمي للمصارعة مذكرة تفاهم تقضي باستمرار الاتحاد العالمي للمصارعة في إدارة هذه الرياضة حتى عام 2014، على أن يتم إعادة تقييم الوضع بعد ذلك. وستواصل المنظمتان جهودهما لتطوير الرياضة. تحكم اللجنة الدولية للتزلج على الجليد رياضتي التزلج على الجليد والتزلج على الجليد، ويشترك الاثنان في مجموعة مشتركة من القواعد. وفي شرحها لتغيير اسم الرياضة، ذكرت الاتحاد العالمي للمصارعة أن:
The change was made to bring the sport into alignment with the common terminology for sports (except sledge hockey and wheelchair curling, which are not referred to as "para-hockey" and "para-curling") used by the International Paralympic Committee (IPC). This was done in consultation with the IPC and is part of the process of preparing the sport for inclusion in the Paralympic Winter Games.
The prefix "para" is of Greek origin, and means "alongside," It is used to illustrate how the Olympic and Paralympic movements exist side by side.
Para-Snowboard and Adaptive Snowboarding do not necessarily refer to the same thing, though both are practised by people with disabilities. The new name describes competitive adaptive snowboarding and its acceptance into the Paralympic movement.

بالنسبة للرياضيين الأستراليين المتنافسين في هذه الرياضة، يتم إدارة التصنيف والتنظيم من قبل الاتحاد الرياضي الوطني بالتعاون مع اللجنة البارالمبية الأسترالية. تتوفر ثلاثة أنواع من التصنيف للمتسابقين الأستراليين: التصنيف المؤقت الذي يُستخدم في المسابقات على مستوى النادي، والتصنيف الوطني الذي يُعتمد في المسابقات على مستوى الولاية والمستوى الوطني، وأخيرًا التصنيف الدولي الذي يُستخدم في المسابقات الدولية.

## في دورة الألعاب البارالمبية
بعد أن تم رفض الرياضة في البداية في آب 2011، غيرت اللجنة البارالمبية الدولية موقفها وأعلنت إضافة رياضة التزلج على الجليد لذوي الاحتياجات الخاصة إلى برنامج التزلج على جبال الألب في 2 مايو 2012. ورحب رئيس اللجنة المنظمة لأولمبياد سوتشي 2014، دميتري تشيرنيشينكو، بإضافة الرياضة الجديدة، حيث قال:
Snowboarding is a young and exciting sport and one which is attracting new audiences and participants everywhere. Its inclusion in the Paralympics programme will give a further boost to the promotion of Paralympic sports across Russia and highlight the opportunities that sport provides everyone.

ظهرت هذه الرياضة رسميًا لأول مرة في دورة الألعاب البارالمبية الشتوية 2014 في سوتشي، روسيا، حيث تم تنظيم سباقات تزلج على الجليد للرجال والنساء. تم تقديم الأحداث في فئة SB-LL فقط، وأقيمت بنظام التجارب الزمنية (حيث يتسابق المتسابقون واحدًا تلو الآخر على المسار). وعلى عكس باقي الأحداث البارالمبية، تم حساب النتائج دون استخدام عوامل تعدل الأوقات بناءً على تصنيف الإعاقة. حصل كل رياضي على ثلاث جولات من القفزات والصدمات والانعطافات، وتم جمع أفضل وقتين من كل جولة للحصول على الوقت الإجمالي النهائي.
تم عقد كلا الحدثين في 14 آذار 2014. فازت الهولندية بيبيان مينتيل-سبي بالسباق النسائي بزمن قدره دقيقة و57.43 ثانية، تلتها الفرنسية سيسيل هيرنانديز إيب سيرفيلون في المركز الثاني بزمن بلغ دقيقتين و7.31 ثانية، بينما جاءت الأمريكية إيمي بيردي في المركز الثالث بزمن بلغ دقيقتين و14.29 ثانية. أما في الحدث المخصص للرجال، فقد كان فوز الولايات المتحدة ساحقًا، حيث فاز إيفان سترونج في دقيقة و43.61 ثانية، يليه مايكل شيا في زمن قدره 1:44.18، ثم كيث جابل في زمن قدره 1:47.10.

## المستقبل
كانت فعاليات التزلج على الجليد في سوتشي ناجحة للغاية، حيث كانت تذاكر الفعاليات الخاصة بالتزلج على الجليد لذوي الاحتياجات الخاصة من بين أول التذاكر التي بيعت بالكامل. في نيسان 2014، أعلنت اللجنة البارالمبية الدولية عن خطط لإضافة سباق التزلج المتعرج إلى أحداث دورة الألعاب البارالمبية الشتوية 2018 في بيونج تشانج، كوريا الجنوبية. كما تم النظر في إقامة مسابقة تزلج على الجليد عبر البلاد، بمشاركة أزواج من الرياضيين يتنافسون ضد بعضهم البعض بدلاً من استخدام النظام الزمني. ومع ذلك، لم تكن هناك خطط بعد لإضافة أحداث مخصصة لضعاف البصر أو أحداث غير موجودة في قائمة المسابقات الحالية. اعتبارًا من عام 2014، لم تُعتبر الأحداث الخاصة بالأشخاص ذوي الإعاقة البصرية أحداثًا مؤهلة للميداليات في مسابقات التزلج على الجليد لذوي الاحتياجات الخاصة في الاتحاد العالمي للتزلج، وذلك بسبب العدد المحدود من الرياضيين التنافسيين دوليًا.

## الروابط الخارجية
- How to: para-snowboard on YouTube